# 가래톳페스트

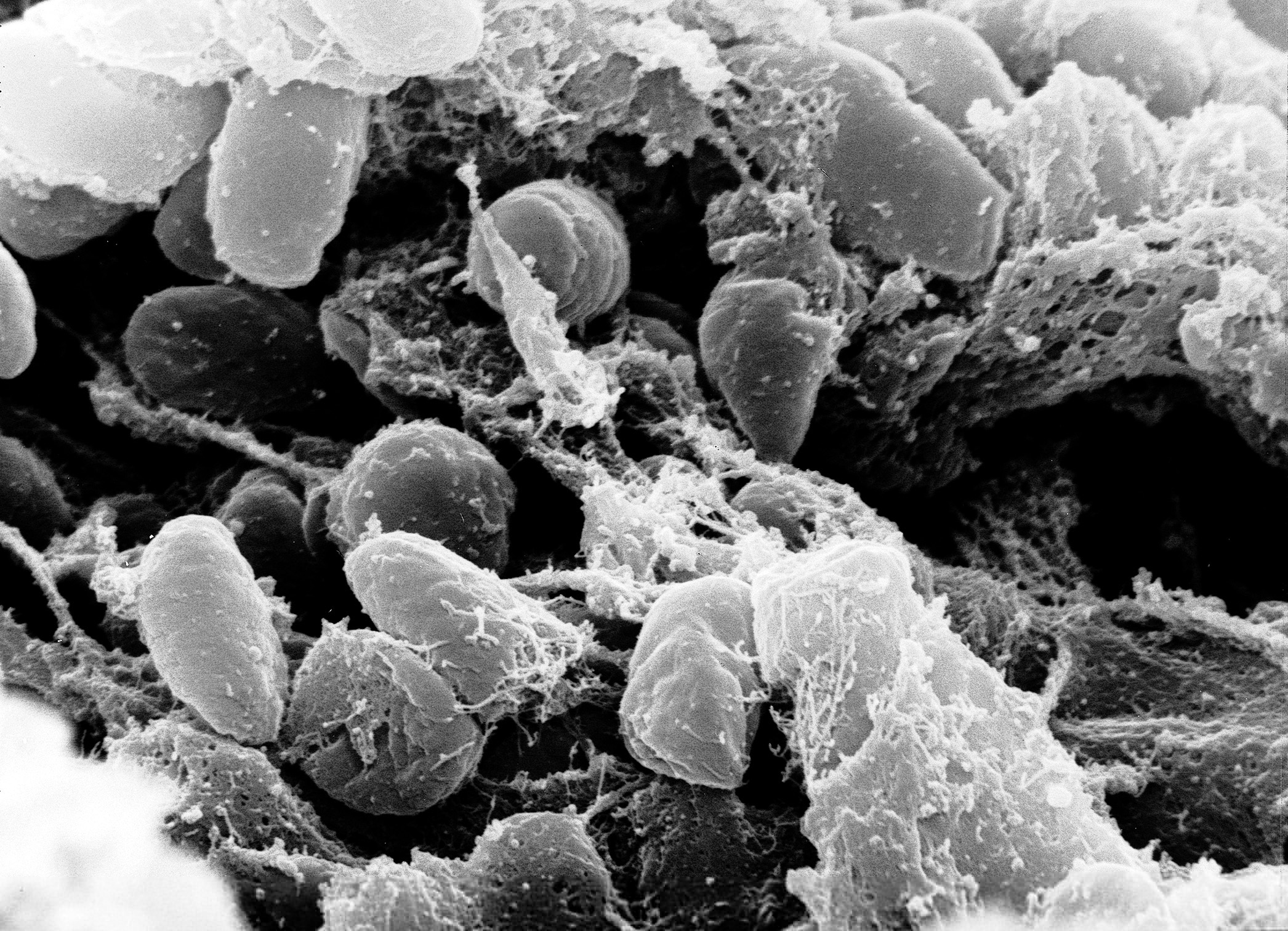

가래톳페스트 또는 림프절페스트는 페스트균에 의해 야기되는 3가지 페스트중 하나이다.박테리아에 노출된 후 1~7일 후 독감같은 증상이 나타나는데, 여기에는 열, 두통, 구토가 포함된다. 박테리아가 피부에 들어간 곳과 가장 가까운 부위에서 림프절이 부어오르고 통증이 느껴진다. 때로는 부어오른 림프절이 끊어지기도 한다.
세 종류의 페스트는 감염 경로에 따른 구분인데, 선 페스트, 폐 페스트, 패혈 페스트가 있다. 선 페스트는 주로 작은 동물에 기생하는 감염된 벼룩에 의해 전염된다. 또한 죽은 전염병에 감염된 동물의 체액에 노출되어 생길 수도 있다. 페스트균인 벼룩이 문 피부를 통해 몸 속으로 침입하면, 박테리아는 림프관을 타고 림프절로 들어와 부어오르게 한다. 혈액과 가래, 림프액 등을 검사하여 박테리아를 찾아냄으로써 진단한다.
예방은 전염병이 존재하는 지역에서 죽은 동물을 다루지 않는 것과 같은 공중 보건 조치를 통해 이루어진다. 백신은 예방에 효과가 거의 없으며, 스트렙토마이신, 젠타마이신, 독시 사이클린을 포함한 여러 항생제가 치료에 효과적이다. 치료를 받지 않으면 감염자의 30~90% 가량이 사망할 수 있다. 사망은 주로 발병 10일 이내로 일어나며, 치료시에도 10%가량의 사망률을 보인다. 전 세계적으로 1년에 약 650건의 문서화된 사례가 발생하며, 120명 가량이 사망한다. 21세기에 이 병이 주로 발생하는 지역은 아프리카이다.
페스트는 14세기에 발생하여 아시아, 유럽, 아프리카를 휩쓴 흑사병의 원인으로 여겨지며, 이때 사망자는 5천만 명 가량으로 추정된다. 이것은 당시 유럽 인구의 약 25~60% 에 달했다. 흑사병으로 인해 많은 노동 인구가 사망했기 때문에 노동에 대한 수요의 증가로 임금이 상승하는 결과를 낳았다. 따라서 일부 역사 학자들은 이를 유럽 경제 발전의 전환점으로 여기기도 한다.

## 징후와 증상
선 페스트의 가장 잘 알려진 증상으로 알려진 하나 이상의 감염과 서혜 임파선종이라는 림프절의 통증이 있다. 감염된 벼룩에 물려 전염된 후, 페스트균은 염증이 있는 림프절에 국한되어 식민지화되고 번식하기 시작한다. 서혜 임파선종은 겨드랑이, 대퇴부, 사타구니 및 목 부위에서 흔히 볼 수 있다. 사지 말단의 괴저 (즉, 손가락, 발가락, 입술과 코)는 또 다른 흔한 증상이다.
물려서 전염되는 형태의 전염 때문에, 전염병은 병의 진행 중 첫 번째로 일어나기도 한다. 증상은 박테리아에 노출 며칠 후 갑자기 나타나며 증상은 다음과 같다.
- 오한
- 일반적인 아픈 느낌 (불쾌감)
- 높은 발열 > 39  ° C (102.2  ° F)
- 근육 경련[8]
- 발작
- 부드럽고 통증이 있는 림프샘 부종으로 일반적으로 사타구니에서 발견되는 서혜 임파서종. 겨드랑이 또는 목에서도 발생할 수 있다. 가장 흔히 초기 감염 부위 (물린 상처 또는 긁힘)에서 발생한다.
- 붓기가 나타나기 전에 통증이 있을 수 있다.
- 발가락, 손가락, 입술, 코끝과 같은 말단의 괴저 .[9]

다른 증상으로는 호흡 곤란, 혈액을 토하거나, 사지가 아프고, 기침, 극단적 통증 등이 있다. 추가 증상으로는 극심한 피로감, 위장 장애, 치근 (검은 점이 몸 전체에 흩어짐), 섬망, 혼수 상태 등이 있다.

## 같이 보기
- 미아즈마
- 페스트
- 흑사병 의사

## 참고 문헌
- Alexander, John T. (2003) [First published 1980]. Bubonic Plague in Early Modern Russia: Public Health and Urban Disaster. Oxford, UK; New York, NY: Oxford University Press. ISBN 978-0-19-515818-2. OCLC 50253204.
- Carol, Benedict (1996). Bubonic Plague in Nineteenth-Century China. Stanford, CA: Stanford University Press. ISBN 978-0-8047-2661-0. OCLC 34191853.
- Biddle, Wayne (2002). A Field Guide to Germs (2nd Anchor Books ed.). New York: Anchor Books. ISBN 978-1-4000-3051-4. OCLC 50154403.
- Little, Lester K. (2007). Plague and the End of Antiquity: The Pandemic of 541–750. New York, NY: Cambridge University Press. ISBN 978-0-521-84639-4. OCLC 65361042.
- Rosen, William (2007). Justinian's Flea: Plague, Empire and the Birth of Europe. London, England: Viking Penguin. ISBN 978-0-670-03855-8.
- Scott, Susan, and C. J. Duncan (2001). Biology of Plagues: Evidence from Historical Populations. Cambridge, UK; New York, NY: Cambridge University Press. ISBN 978-0-521-80150-8. OCLC 44811929.
- Batten-Hill, David (2011). This Son of York. Kendal, England: David Batten-Hill. ISBN 978-1-78176-094-9. Archived from the original on 20 May 2013. Retrieved 27 August 2018.
- Kool, J. L. (2005). "Risk of Person-to-Person Transmission of Pneumonic Plague". Clinical Infectious Diseases. 40 (8): 1166&ndash, 1172. doi:10.1086/428617. PMID 15791518.